# West Tower
La West Tower est un gratte-ciel de bureaux et de logements de 140 mètres de hauteur construit à Liverpool au Royaume-Uni en 2007. 
L'architecte est l'agence britannique Aedas, le promoteur est la Beetham Organization
C'est le plus ancien gratte-ciel de Liverpool et le plus haut gratte-ciel du Royaume-Uni en dehors de Londres et de Manchester .

## Photographies

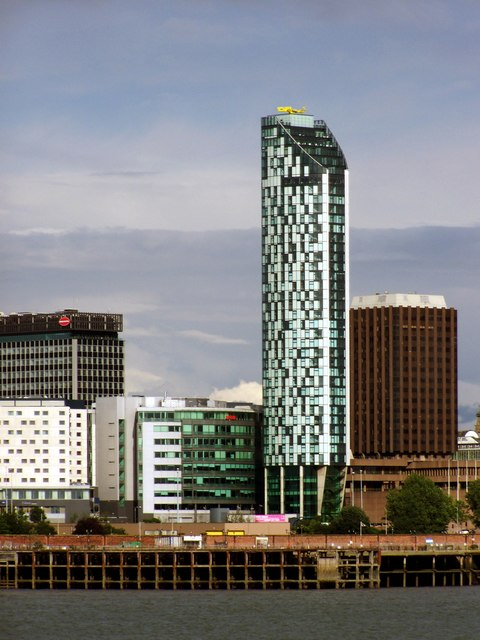
West Tower vue depuis la rivière Mersey
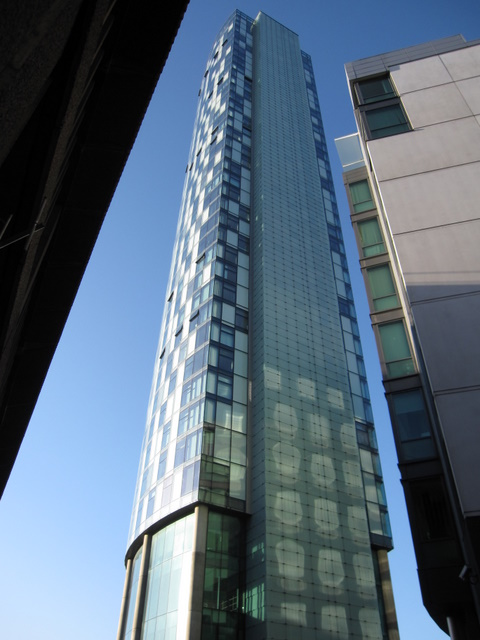
West Tower vue depuis le sol
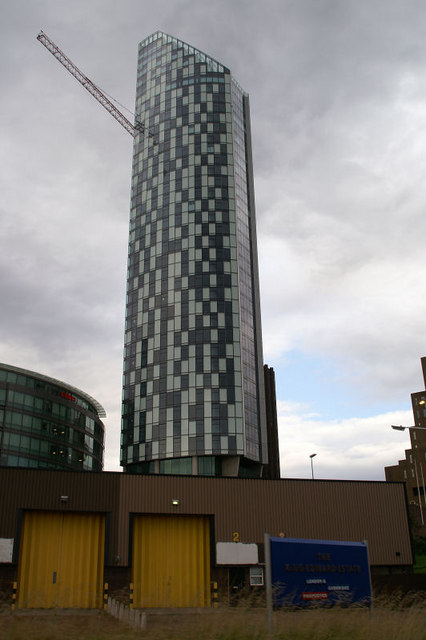
West Tower vue depuis le sol
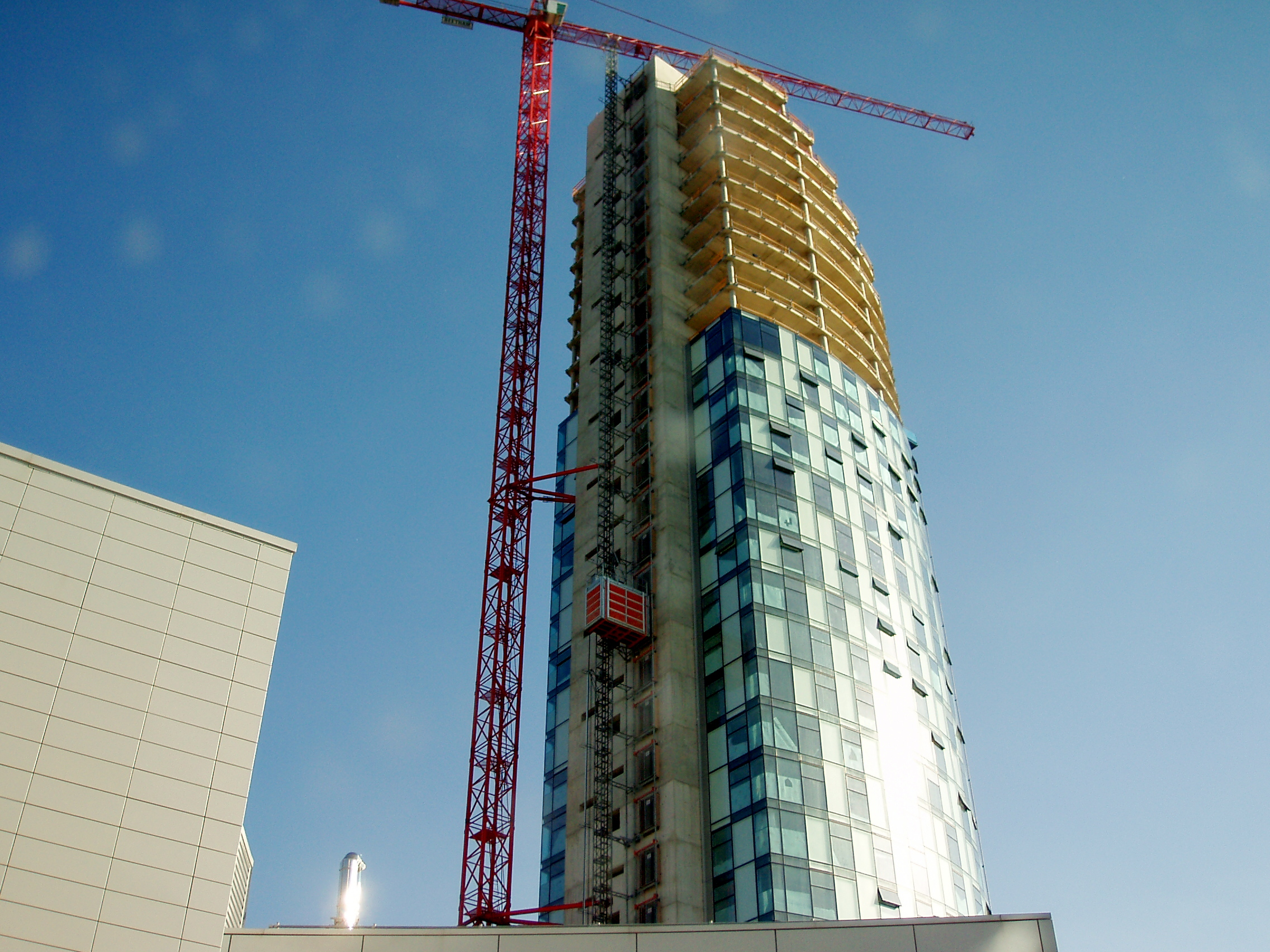
West Tower pendant la construction en mai 2007
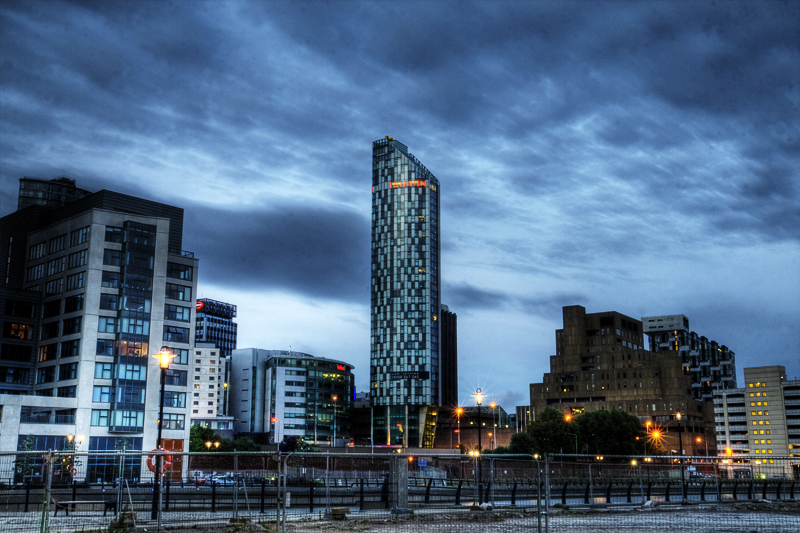
West Tower de nuit
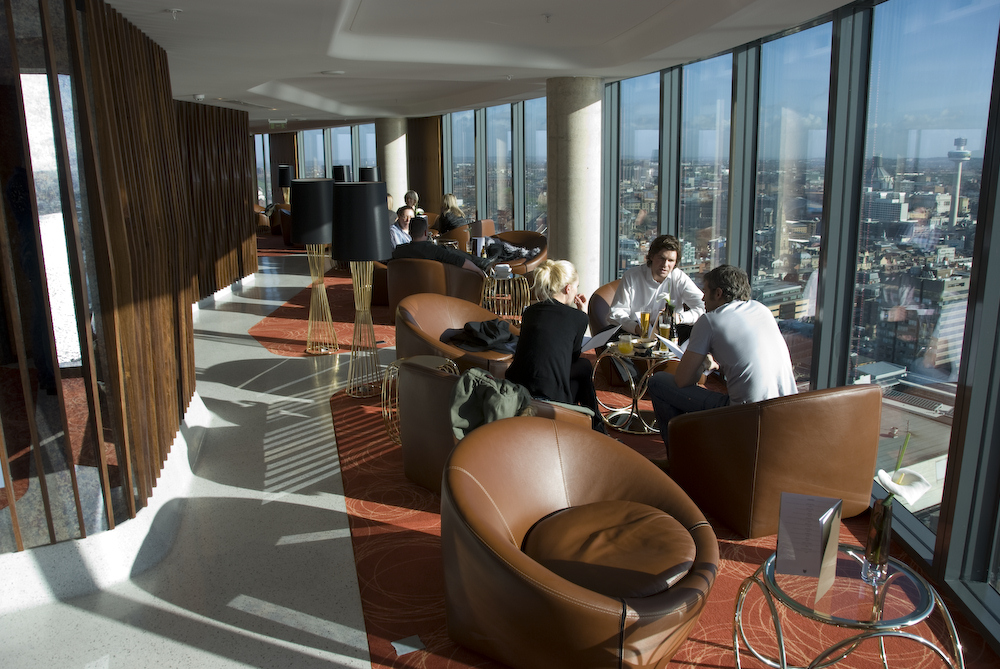
Le restaurant 'Panoramic' au 34e étage